# Zdeněk Filip
Zdeněk Filip (* 18. června 1930, Praha) je český malíř, ilustrátor, grafik a karikaturista.

## Život
Zdeněk Filip vystudoval v Praze nejprve Státní grafickou školu a poté Vysokou školu uměleckoprůmyslovou pod vedením profesora Antonína Pelce. Věnoval se grafice, karikaturám, návrhům poštovních známek a ilustracím knih pro děti a mládež. Od roku 1984 byl na Vysoké škole uměleckoprůmyslové v Praze profesorem a vedoucím ateliéru propagační grafiky a plakátu.

## Z knižních ilustrací

### Česká a slovenská literatura
- Zdeňka Bezděková: Děvčátko Zdena a moudrý pes (1977).
- Jaroslav Foglar: Přístav volá (1969).
- František Flos: Za pokladem (1960).
- Alois Jirásek: Maryla (1967).
- Zdeněk Matěj Kuděj: Šťastný greenhorn (1970).
- Rudo Moric: Přes jedenašedesát štítů (1957).
- Mirko Pašek: Modrý leopard (1974)
- Josef Věromír Pleva: Budík (1973).
- Jura Sosnar: Jurášek (1984).
- Stanislav Šusta: Konec žabích mužů (1990).
- Stanislav Šusta: Město v ohni (1975).
- Stanislav Šusta: Návštěva z onoho světa (1980).
- Stanislav Šusta: Stopami Vlků (1989).
- Stanislav Šusta: Stopy vrahů (1978)
- Stanislav Šusta: Tři kroky do tmy (1985).
- Stanislav Šusta: Záhada staré jeskyně (1984).

### Světová literatura
- James Clavell: Král Krysa (1976).
- Miep Diekmannová: Čluny v Brakkeputu (1970).
- Miep Diekmannová: Marijn u pirátů (1971).
- Miep Diekmannová: Padu se nedá (1972).
- Arkadij Gajdar: Škola (1976).
- Arkadij Gajdar: Timur a jeho parta (1957).
- Géza Gárdonyi: Ve stínu hunské slávy (1984).
- Christopher Hyde: Vlna (1988).
- Valentin Katajev: Na obzoru plachta bílá (1954).
- Valentin Katajev: Syn pluku (1963).
- Alexandr Lomm: Noční orel (1981).
- Walt Morey: Sever, můj domov (1973).
- Bruno Traven: Bílá růže (1979).
- Bruno Traven: Pochod do říše mahagonu (1982).
- Johann David Wyss: Švýcarský Robinson (1967).